# La Calera (Cundinamarca)
La Calera es un municipio colombiano del departamento de Cundinamarca ubicado en el occidente de la Provincia del Guavio, a 16 km al nororiente de Bogotá, cerca de las localidades de Chapinero y Usaquén.
Se encuentra entre los 2600 y 3000 m s. n. m., por lo que tiene pisos térmicos frío y páramo. Su economía es variada ya que incluye la agricultura tradicional de papa, maíz, cubios, zanahorias, etc. La ganadería de vacunos, caballos, ovejas, cabras, piscicultura de truchas etc. Por otro lado hay una importante explotación minera de piedra caliza y areneras etc. Y una industria que incluyó la producción de Cemento (Cementos Samper trasladada en 1998) de la multinacional Cemex, el Agua Manantial de The Coca Cola Company.
En jurisdicción de La Calera está localizado el embalse San Rafael, reservorio de aguas del acueducto de Bogotá, y un acceso al embalse de Chuza, el cual se surte de la laguna Chingaza, localizada en el municipio de Fómeque, Cundinamarca, pertenecientes al subsistema de abastecimiento de agua de la Empresa de Acueducto de Bogotá y municipios cercanos. 
El turismo es también importante ya que se puede acceder al parque nacional natural Chingaza, diversos miradores, discotecas en la vía Bogotá – La Calera y fincas de recreo ubicadas en el municipio.

## Toponimia

### Origen lingüístico[3]
- Familia lingüística: Indoeuropea
- Lengua: Latín

### Significado
Calera es una palabra que parte de la raíz latina cal-kal, abreviaturas de los vocablos scal-skal, que equivalen a los sentidos de "arder, flamear", echar llamas", "calor", "ardor del sol". La voz asturiana calera representa "un horno donde se quema la piedra para hacer cal", "cantera de cal".
Los términos latinos cla-claex-calcem representan a una roca sedimentaria compuesta por carbonato de calcio que generalmente contiene pequeñas cantidades de minerales como arcilla, hematita, siderita y cuarzo.

### Origen / Motivación
El nombre del municipio de La Calera surgió en referencia a los yacimientos de piedra caliza que se encuentran en la región y que se han explotado desde comienzos de la Conquista. El nombre inicialmente era de una antigua hacienda llamada La Calera, que tenía hornos para la elaboración de la cal, a los cuales los indígenas llevaban la piedra caliza que extraían de las minas de Teusacá. En la actualidad aún se extrae cal, para la laboración de cemento.
El topónimo de La Calera tiene su origen en la mina de caliza, o calera, como se decía antiguamente. El poblado indígena se denominaba Teusacá que, según algunos historiadores, significa «prisión» y según Joaquín Acosta Ortegón es «cercado prestado».

### Nombres históricos
- Teusacá (época precolombina).

## Geografía

### Orografía
El Municipio de La Calera se caracteriza por su ubicación dentro del hermoso valle sobre el río Teusacá. Todo su territorio de sur a norte está surcado por la cordillera oriental que presenta numerosas ramificaciones. Entre ellas la de cruz verde que lo cobija por los costados oriental y occidental, dando un aspecto bastante quebrado, alternando valles, colinas y elevaciones, originándose un contraste maravilloso, haciendo que su topografía sea muy admirada por los turistas.

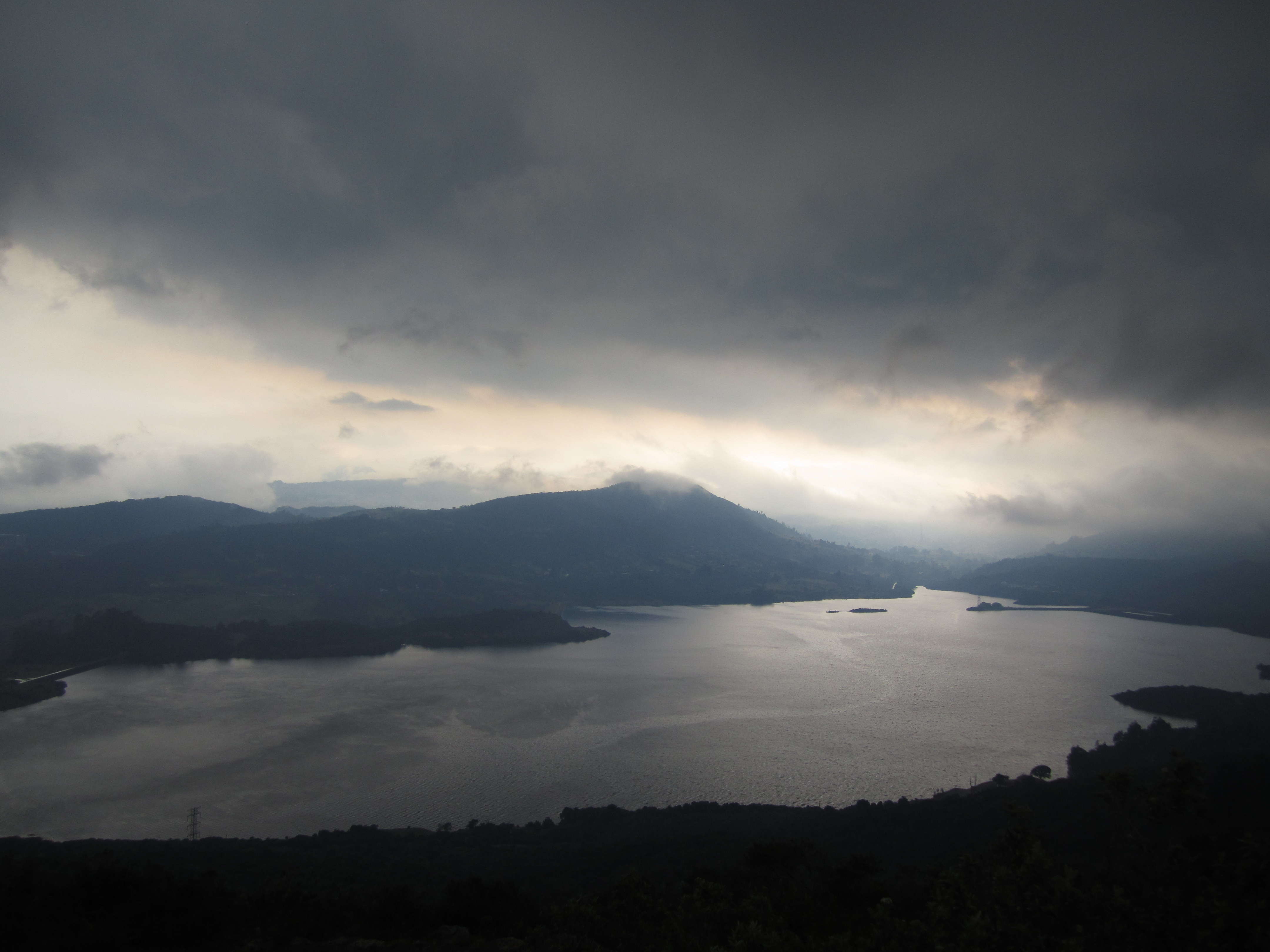
Embalse de San Rafael.

### Hidrografía
La hidrografía de La Calera pertenece a las Vertientes del Magdalena y del Meta. Dos ríos surcan el municipio El Teusacá y El Río Blanco. 
- Río Teusacá: Nace en la Laguna del Verjón situada en el cerro de Monserrate y desemboca en el río Funza o Bogotá en el municipio de Sopó. Numerosas quebradas aumentan su caudal, siendo las más importantes la del Hato, Marmaja, Cara de perro, Carrizal, Chocolatero, Cirujano, San Isidro, Siecha, Simayá y Aguas Claras.
- Río Blanco: Nace en la laguna de Buitrago en límites con el Municipio de Guasca, recibiendo en su trayecto quebradas bastante caudalosas como son: La Marmaja, La Ramada, Calostros, Jaboncillo que se forma por la unión de las quebradas Chocolatero y Palacio, además de la quebrada Blanca que recibe en los límites con Choachí. El río Blanco da sus aguas al río Negro en el sitio de la Unión. En la quebrada Jaboncillo se presenta una caída, que podría ser aprovechada para dotar de energía eléctrica a las Veredas de Mundo Nuevo y La Polonia.

Sobre la quebrada de Palacio hay un pequeño puente natural de unos 8 metros de largo y 3 de ancho. El agua rompió una enorme roca en cuyas profundidades habitan unas aves nocturnas que los habitantes de la región denominan "Guacos"; de estos animales los indígenas obtenían una grasa que usaban como medicamento. 
Dentro de los sistemas lagunares se encuentran entre las más importantes la de Buitrago, La Brava y la de los Patos.

### Geología
La formación de materiales útiles del suelo y el subsuelo de la Sabana de Bogotá y sus alrededores se divide en tres conjuntos de los cuales el superior está formado de gredas rojizas, azulosas, verdosas y moradas, entre las cuales hay mantos inexplotables de carbón y bancos de areniscas no estables, de grano más o menos grueso.
En el sudoeste de La calera suele haber mantos de carbón hacia la base del conjunto superior, que son explotables. La parte media o productiva contiene los mantos de carbón y se distingue por la presencia de areniscas, de las cuales la superior se denomina "lajosa" y la inferior "la guía". Las arcillas intermedias, grises oscuras son compactas o franjeadas y muchas veces carbonáceas.

### Límites municipales
La Calera está delimitado por los siguientes municipios y por Bogotá, D.C.
| Noroeste: Chía (Vereda Fusca)                                                                             | Norte: Sopó  | Nordeste: Guasca |
| Oeste: Bogotá Localidad de Usaquén (Cerros Orientales UPZ Verbenal barrios Altos de Serrezuela y Lomitas) |              | Este: Junín      |
| Suroeste: Bogotá Localidad de Chapinero (Cerros Orientales UPZ San Luis y Vereda Verjón Bajo Norte)       | Sur: Choachí | Sureste: Fómeque |

## División Político-Administrativa
Además de su Cabecera municipal. La Calera tiene bajo su jurisdicción los siguientes centros poblados:
- Altamar
- El Manzano
- El Salitre
- La Aurora Alta
- La Capilla
- Mundo Nuevo
- Márquez
- San Cayetano
- San José del Triunfo
- Treinta y Seis

## Historia

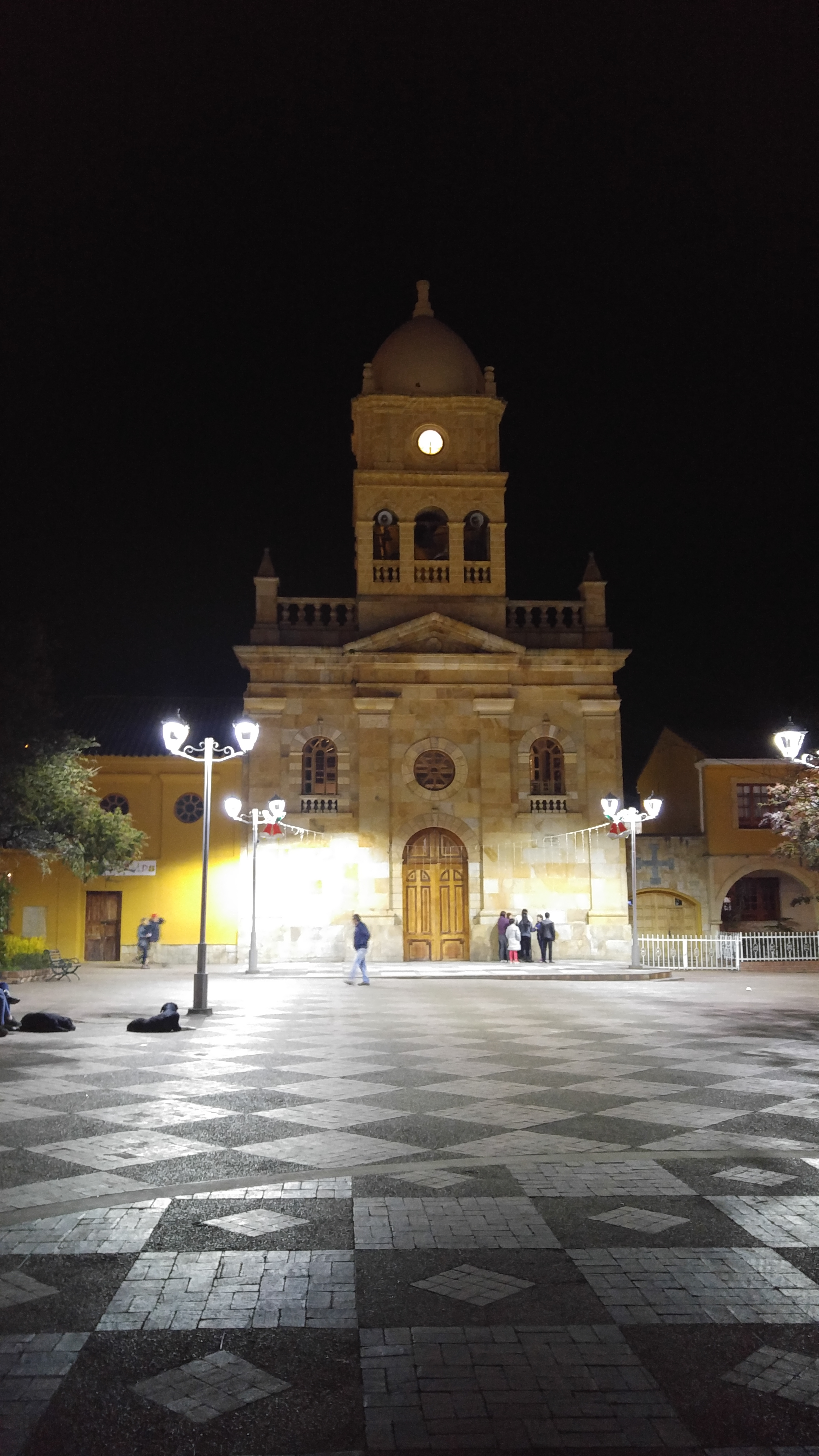
Vista nocturna de la Iglesia Nuestra Señora del Rosario.

### Época precolombina y Nuevo Reino de Granada
En la época precolombina, el territorio del actual municipio de La Calera estuvo habitado por los muiscas. A la llegada de los españoles el pueblo tenía tres comunidades: Teusacá cerca del actual pueblo, Suaque y Tunjaque hacia el sector de Mundo Nuevo al oriente pasando los cerros, el primero fue encomendado a Juan Ruiz Clavijo en 1563 y las otras a Francisco de Céspedes y luego a Juan Francisco Rodríguez Galeano que también poseía la de Sopó y Meusa. Hacia el año 1597 los indígenas ya no estaban radicados en Teusacá ni tenían iglesia, según quedó registrado en la visita que hizo el oidor Miguel de Ibarra. 
Por auto dado el 1.º de septiembre de 1604, el oidor Lorenzo de Terrones ordenó juntar los indios de Teusacá, con un total de 359 distribuidos en las parcialidades de Teusacá, Suabso, Tabtiba, Suto y Tuchasgula. Era su cura doctrinero Fray Nicolás de Troya, quien declaró que la iglesia existente era de paja, pero que el albañil Alonso Hernández estaba construyendo una nueva. El 7 de octubre de 1639 llegó a Usaquén el oidor Gabriel de Carvajal, y por auto del 14 dispuso agregar a Usaquén los territorios de Teusacá, en esta visita se pueden encontrar. 
| Indígenas | Criollos                                                                                         |
| --- | ------------------------------------------------------------------------------------------------ |
| Teusacá: Sutatiba, Quin, Cayna, Guayacán | Cristóbal Clavijo Venegas (encomendero de Teusaca)                                               |
| Suabsa: Uma, Guativa, Chucuaque, Zietatiba, Sacanica, Chugueque | Juan de Orejuela (encomendero de Ubsaquen) que tiene arrendado a su cuñado Pedro de Urretabizqui |
| Capitanía de Chitasaguya: Tequa y Firativa, | Francisco Rodríguez Galeano (encomendero Suaque y Tunjaque)                                      |
| Otros: Capador, Paja, Bollero, Caripintado, Mulato, Huérfano Herrero, Caraballo, Gordo, Panadero, Porquero, Baquero, Negrito, Tuerto, Tortuga, Gallinero, Barreto, Candelero, Trompetero |                                                                                                  |

A finales del siglo XV y durante todo el siglo XVI la hacienda de la Calera perteneció a la familia Clavijo cuyo patronazgo se remite a Cristóbal Ruiz Clavijo, un conquistador que llegó con Gonzalo Jiménez de Quezada, y obtuvo la encomienda de Teusaca y poco a poco fue adquiriendo más estancias adyacentes, que luego heredo a su hijo Juan quien al parecer eliminó el Ruiz de su apellido, luego pasó a su nieto Cristóbal Clavijo Venegas (nieto también de Hernan Venegas encomendero en Guatavita) y finalmente a su bisnieto Fernando Clavijo; a su muerte aun poseía dicha hacienda, por lo que sus hijos posiblemente la vendieron a Joseph Salvador Ricaurte.
Hacia 1765 aparece como dueño de la hacienda La Calera don Pedro de Tovar y Buendía, adquirida por casamiento o por compra a su suegro, el capitán Joseph Ricaurte, en torno a cuya casa se fue formando el caserío con sus familiares y se fundó la parroquia bajo el patronazgo de Nuestra Señora del Rosario, cuya imagen ya se veneraba en 1772, año en que se supone fundado el pueblo el 16 de diciembre, bajo el patrocinio del dueño de la hacienda, de lo cual no hay testimonio ni autorización; más bien parece que es la fecha cuando fue erigida en parroquia la capilla allí existente.

### Época republicana
Por decreto N.º 73 del 14 de marzo de 1850 de la Gobernación de la Provincia de Bogotá, se suprimió el distrito y su territorio se agregó a la capital. Por ordenanza N.º 154 del 21 de octubre de 1851 se restableció el distrito parroquial de La Calera desde el 1 de enero de 1852. Por ordenanza N.º 197 del 14 de diciembre de 1853, se erigió en aldea el distrito suprimido de La Calera.

### Modernidad
En septiembre de 1998, el poblado de Siberia, cerca del pueblo, quedó desolado por el cierre de la fábrica de cementos Samper debido a su traslado.

## Movilidad

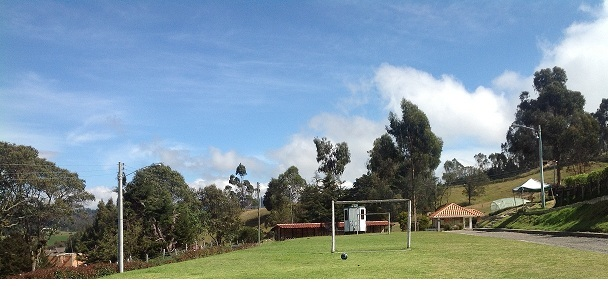
Vereda El Hato, Vía Bogotá – La Calera.

A La Calera se accede por la Ruta Nacional 50 desde Bogotá por la localidad de Chapinero se toma la Avenida Circunvalar a la altura de la calle 85 en sentido Sur–Norte. Se atraviesa el Peaje Los Patios y se ingresa a la vía administrada por la concesión Perimetral de Oriente de Bogotá S.A.S. (Shikun & Binui e InfraRed Capital Partners) hasta llegar al casco urbano caleruno, para luego proseguir a Sopó por el Peaje La Cabaña y acceder a la Ruta Nacional 55 a Tunja por Briceño.
También desde la localidad de Usaquén se toma la variante que pasa por los barrios El Codito (carrera Séptima a la altura de la calle 187) y Altos de Serrezuela, para desembocar en la vereda caleruna San Cayetano y desde ahí comunica con la Ruta 55. 
Desde luego, también hay accesos rurales como por ejemplo: la ruta rural de la vereda Márquez que conduce a Sopó al norte y la de Verjón Bajo al sur que conecta al municipio con la capital y el municipio de Choachí, además la ruta de Chingaza, que atraviesa Fómeque hasta San Juanito en el Meta.

### Transporte público
Desde Bogotá: Se puede tomar buses intermunicipales que salen de la calle 72 con carrera 11 –frente a la Universidad Pedagógica y la Iglesia de la Porciúncula, conocida como la ruta por Verjón Bajo, la cual toma la Carrera 7a hasta la calle 81 donde sigue por la avenida Circunvalar y la Vía a La Calera. Pasando por los barrios San Luis, la Vereda El Hato, El Embalse San Rafael y llegan al Municipio.
Desde El Salitre: En la rotonda donde se intersecan la Vía a Sopó, Vía a Guasca y Vía a La Calera, sector conocido como El Salitre, se pueden tomar buses intermunicipales que cubren la vía Guasca – Bogotá y que pasan por el Centro Comercial Potosí, Centro de Operación  de la POB, los condominios Macadamia y Macadamia del Río,  Peaje La Cabaña hasta La Calera.
Taxi: En el Municipio se encuentra el servicio de Taxi urbano prestado por automóviles amarillos. Y adicionalmente hay un Taxi Rural, prestado por camionetas pick-up de color blanco ubicadas en las inmediaciones de la plaza.
Transporte veredal y rural: Las veredas cuentan con servicio público tipo bus que transporta los habitantes rurales del municipio.

## Economía

### Época cementera
La Calera basó su economía por muchos años en la explotación minera, con la empresa de Cemento Samper, esta empresa generaba empleo directo e indirecto a cerca de tres mil personas del municipio. Durante todo el tiempo que permaneció funcionando a toda marcha, ni la población ni los entes encargados de la planeación del Municipio previeron la posibilidad de que terminara sus actividades, de ahí que en el momento que Samper cierra sus plantas el Municipio no se encontraba preparado para afrontar el desempleo que se generó. Tan grave fue el problema que en la actualidad la economía no se ha reactivado, en gran parte por la falta de políticas serias en cuanto a generación de empleo por parte del ente territorial.
En la actualidad las empresas más grandes que funcionan en el municipio son Manantial, Winter, Tecnoconcreto, Cemex, Flores El Cortijo y una serie de pequeñas microempresas domésticas.

### Actual
Su economía actual es variada ya que incluye la agricultura tradicional de papa, maíz, cubios, zanahorias, etc. La ganadería de vacunos, caballos, ovejas, cabras, piscicultura de truchas etc. Por otro lado hay una importante explotación minera de piedra caliza y areneras etc. Y una industria que incluyó la producción de Cemento (Cementos Samper trasladada en 1998) de la multinacional Cemex, el Agua Manantial de The Coca Cola Company.

## Símbolos

Escudo de La Calera.

Bandera de La Calera.

### Escudo
El escudo está partido en dos, con un yelmo en la parte superior, del que se desprenden lambrequines surcando sus laterales, y en la parte inferior la divisa. El cantón diestro en azul ostenta una banda de oro engolada en dragantes de color verde. El cantón siniestro en azul trae un sol de oro. Por divisa colocada en la parte inferior del escudo, en una banda o cinta ondulada, los apellidos «Tovar y Buendía», cuyas armas se ostentan, en honor a don Pedro de Tovar y Buendía, dueño de la Hacienda La Calera, alrededor de la cual se fundó el pueblo.

### Bandera
La bandera de La Calera se divide en tres sectores iguales, uno vertical y dos horizontales. El sector rectangular está ubicado al lado izquierdo y es de color naranja, que significa la nobleza y la bondad de los calerunos. El sector horizontal rectangular en la parte alta es de color verde, que significa la riqueza natural del municipio, y el último sector horizontal es de color gris caliza, que significa la riqueza mineral del subsuelo.

## Política

### Alcaldía
En el periodo 2020 – 2023 el alcalde electo es Carlos Cenén Escobar Rioja, nació en La Calera el 16 de diciembre de 1965. Ingeniero Civil de profesión, Tecnólogo en Topografía, Administrador de obras civiles, Ingeniero en Topografía, Especialista en Gobierno y Asuntos Públicos, MBA INALDE (Universidad de la Sabana) y Magíster en Seguridad y Defensa Nacional.
Ya había sido alcalde en el periodo 2007–2011 y durante su periodo de Alcalde, Carlos Cenén Escobar fue condecorado por el Congreso de la República como pionero en la implementación de placa huellas en el país[cita requerida]. Durante el mismo periodo presentó un Plan de Ordenamiento Territorial donde permitía la construcción a 3200m.s.n.m., zonas consideradas por ley como Páramos. Esto fue demandado por la Veeduría Ambiental del momento y solucionado junto a la CAR.

#### Polémica electoral 2019
Durante la revisión por parte del Concejo Nacional Electoral, se cuestionó la candidatura de Carlos Cenén por posible doble militancia entre el Partido Conservador y el Partido de Reivindicación Étnica (partido que posee su propia polémica), con el que finalmente fue elegido.

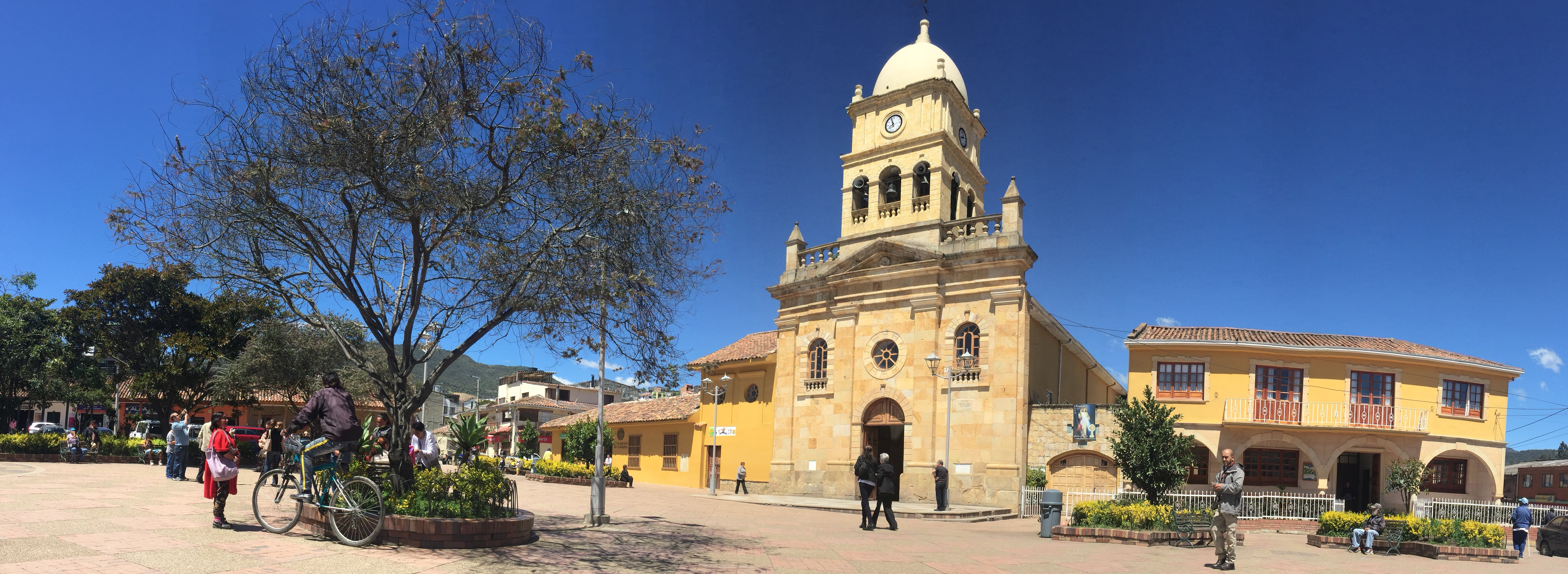
Plaza central.

### Secretarías
El municipio cuenta con las siguientes Secretarias, que responden directamente al despacho del alcalde:
- Secretaría General y de Gobierno: incluye la inspección de policía, unidad de contratación, unidad de Desarrollo social y turismo.
- Secretaría de Educación y Desarrollo Social: que incluyr la unidad de Programas sociales, Unidad de Servicios de Salud, Unidad de deportes, Unidad de Cultura y Biblioteca Municipal.
- Secretaría de Hacienda: Unidad de Tesorería, Unidad de Presupuesto y Unidad de Contabilidad.
- Secretaría de Planeación: Oficina de Banco de Proyectos, Oficina del Sisbén y Oficina de Archivo y Correspondencia.
- Secretaría de Obras Públicas: Oficina de Interventoría de Obras y Oficina de Operación y Mantenimiento del Parque Automotor.
- Secretaría de Medio Ambiente y Desarrollo Rural: Unidad Municipal de Asistencia Técnica y Agropecuaria

### Concejo 2020–2024
Fungen como Presidente del concejo Jaime Danilo Rincon Pardo, como primer vicepresidente Luisa fernanda Camacho, como segundo vicepresidente María Eugenia Bustamante y como secretario José Fernando Torres Cortes.

## Servicios

### Servicios públicos
El servicio de energía eléctrica es prestado por Enel–Codensa, el alumbrado público por el Grupo Empresarial Dolmen y el aseo por la Empresa de Servicios Públicos de La Calera (ESPUCAL Archivado el 20 de septiembre de 2020 en Wayback Machine.).

### Educación
Dentro del municipio se encuentra el Colegio Cooperativo Paulo VI. Gimnasio Campestre Los Arrayanes, Colegio Tilatá, Colegio Hacienda los Alcaparros, Colegio La Colina y el Colegio Cambridge (sede La Calera), Colegio La Nueva Esperanza (CNE), Instituto Pedagógico Campestre (IPC), Así mismo presenta una sede del SENA. Y la Institución Educativa Departamental La Calera, de la cual hacen parte la Escuela Juan XXII y La Escuela Antonia Santos.
Cuenta también con la presencia de colegios rurales como la Institución Educativa Departamental Rural Integrada La Calera, ubicada en la vereda Mundo Nuevo, colegio al cuál hacen parte los centros educativos de las veredas de: Mundo Nuevo, El Manzano, La jangada, La Polonia, Treinta y seis, Tunjaque, Junia, Jerusalén, La Ramada, Quisquiza y El Volcán.

## Turismo

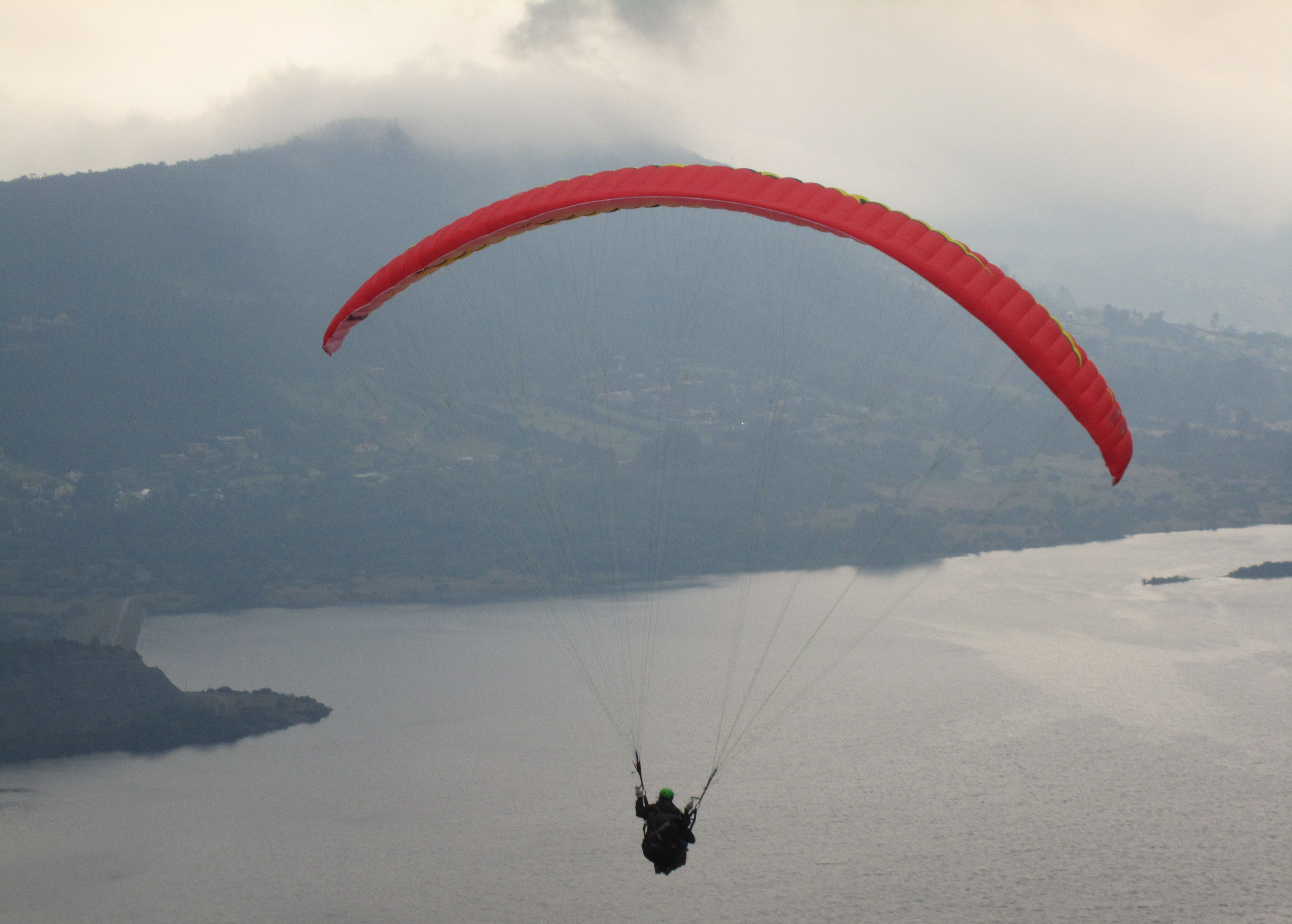
Práctica de parapente en el embalse de San Rafael.

Al ser un pueblo principalmente agrícola, su atractivo se deriva de actividades típicas campesinas y la posibilidad de encontrar productos como:
- Mercados campesinos: Espacios parar compra de produtos orgánicos de producción tradicional.
- Artesanías: tejidos en lana virgen, acrílica, muebles de mimbre y de madera.
- Comidas típicas: restaurantes como El Molino, El Tambor, La Mazorca, Casa piedra, Cabalgata los Potrillos, entre otros.

También se pueden realizar deportes como parapente, Ciclismo de Montaña, excursionismo.

### Sitios de interés
- Termales la Calera: Ingreso por la Vía Bogotá – La Calera.
- Capilla de la Casa de Gobierno: Anteriormente albergaba obras de Gregorio Vázquez de Arce y Ceballos.
- Embalse San Rafael y mirador: Ingreso por la Vía Bogotá – La Calera.
- Cerros: Cerca de Piedra, La Aurora, La Hondura, La Pita, San Vicente.
- Cordillera de Sal.
- 'Parque Nacional Chingaza'.
- El Estanco.
- Laguna de La Chucua: En la vereda Mundo Nuevo.
- Las siete cascadas, vereda Mundo Nuevo

- Parque Principal: Iglesia de Nuestra Señora del Rosario y Casa de Gobierno.
- Cabalgatas ecológicas guiadas: realizadas por Montana Ecological Tourism.

### Personajes
Amadeo Rodríguez Vergara, general militar conservador, representante a la Cámara por Bogotá, alcalde civil y militar del municipio en la época del Bogotazo, participó en la guerra contra el Perú citado en la novela del premio Nobel de literatura Mario Vargas Llosa en su obra El sueño del celta, fue cónsul de Colombia en Barcelona y abuelo de Ricardo Vélez Rodríguez; la actual biblioteca del municipio lleva su nombre.

## Servicios públicos
- Energía Eléctrica: Enel, es la empresa prestadora del servicio de energía eléctrica.
- Gas Natural: Vanti es la empresa distribuidora y comercializadora de gas natural en el municipio.